# Give Station
Give Station er en dansk jernbanestation i stationsbyen Give i Sydjylland.